# إدموندو لورنزيني
إدموندو لورنزيني (بالإيطالية: Edmondo Lorenzini)‏ هو لاعب كرة قدم إيطالي في مركز الدفاع، ولد في 3 سبتمبر 1937 في أنكونة في إيطاليا، وتوفي في 12 أغسطس 2020. لعب مع نادي بريشيا ونادي بولونيا ونادي كاتانزارو.